# Butjärnen, Jämtland
Butjärnen är en sjö i Bräcke kommun i Jämtland och ingår i Ljungans huvudavrinningsområde. Sjön har en area på 0,0882 kvadratkilometer och ligger 432 meter över havet. Sjön avvattnas av vattendraget Ulvsjöbäcken.

## Delavrinningsområde
Butjärnen ingår i det delavrinningsområde (697651-149430) som SMHI kallar för Utloppet av Ulvsjön. Medelhöjden är 395 meter över havet och ytan är 15,01 kvadratkilometer. Det finns inga avrinningsområden uppströms utan avrinningsområdet är högsta punkten. Ulvsjöbäcken som avvattnar avrinningsområdet har biflödesordning 4, vilket innebär att vattnet flödar genom totalt 4 vattendrag innan det når havet efter 175 kilometer. Avrinningsområdet består mestadels av skog (76 procent). Avrinningsområdet har 1,37 kvadratkilometer vattenytor vilket ger det en sjöprocent på 9,1 procent.